# Scopula alma
Scopula alma är en fjärilsart som beskrevs av Louis Beethoven Prout 1920. Scopula alma ingår i släktet Scopula och familjen mätare. Inga underarter finns listade.